# Luis Suárez (calciatore 1938)
Luis Eduardo Suárez (Adrogué, 15 luglio 1938 – 20 giugno 2005) è stato un calciatore argentino, di ruolo attaccante.

## Biografia
Nato ad Adrogué, muore a 66 anni nel giugno 2005 a causa di cancro alla gola. È stato inumato a Monte Grande.

## Caratteristiche tecniche
Giocare dal fisico imponente, non rapido ma preciso ed abile nella gestione del gioco.

## Carriera

### Club
Formatosi nel Progreso, passa poi al Banfield entrando a far parte della prima squadra nel 1954. Con il Banfield gioca sino al 1960 nella seconda divisione argentina: con le 68 reti marcato risulta il terzo miglior cannoniere della storia del club Taladro.
Nel 1961 viene ingaggiato dall'Independiente, club della massima serie, con cui vince la Primera División 1963 oltre a due Coppa Libertadores nel 1964 e 1965.
Nella stagione 1966 passa all'Huracán con cui ottiene il quindicesimo posto finale.
Nel 1966 passa agli uruguaiani del Cerro con cui milita nella massima serie uruguagia per due stagioni.
Nell'estate 1967 il Cerro partecipa nelle vesti dei New York Skyliners all'unica edizione del campionato nordamericano dell'United Soccer Association, lega che poteva fregiarsi del titolo di campionato di Prima Divisione su riconoscimento della FIFA, nel 1967: quell'edizione della Lega fu disputata utilizzando squadre europee e sudamericane in rappresentanza di quelle della USA, che non avevano avuto tempo di riorganizzarsi dopo la scissione che aveva dato vita al campionato concorrente della National Professional Soccer League. Con gli Skyliners Súarez non superò le qualificazioni per i play-off, chiudendo la stagione al quinto posto della Eastern Division.
Nel 1968 si trasferisce in Cile per giocare nel Rangers de Talca. Ritornato l'anno dopo in patria gioca nella selezione veterani del Banfield. Sul finire del 1972 il presidente del club Valentin Súarez gli propose di tornare a giocare nel club, tanto che nel 1973 disputò alcune partite con le riserve senza però essere effettivamente tesserato.
Ritiratosi, allenò alcuni formazioni calcistiche aziendali.

### Nazionale
Nel 1962 gioca due incontri con la nazionale di calcio dell'Argentina.

## Palmarès

### Club

#### Competizioni nazionali
- Campionato argentino: 1

Independiente: 1963

#### Competizioni internazionali
- Coppa Libertadores: 2

Independiente: 1964, 1965